# حلبة شارع مانداليكا الدولية
حلبة شارع مانداليكا الدولية هي حلبة تقع في مقاطعة نوسا تنقارا الغربية، إندونيسيا. تقام على الحلبة عدة مسابقات مثل بطولة العالم للسوبربايك وسباق الجائزة الكبرى للدراجات النارية.